# (35520) 1998 FX60
1998 FX60 (asteroide 35520) é um asteroide da cintura principal. Possui uma excentricidade de 0.07161560 e uma inclinação de 3.71055º.
Este asteroide foi descoberto no dia 20 de março de 1998 por LINEAR em Socorro.